# Graptopetalum filiferum
Graptopetalum filiferum ist eine Pflanzenart aus der Gattung Graptopetalum in der Familie der Dickblattgewächse (Crassulaceae).

## Beschreibung

### Vegetative Merkmale
Graptopetalum filiferum wächst als polsterbildende Rosettenpflanze mit kurzen Trieben. Die abgeflachten und dichten Rosetten erreichen einen Durchmesser von 5 bis 6 Zentimeter und bestehen aus 75 bis 100 Blättern. Die ausgebreiteten und lang zugespitzten Blätter werden 2 bis 3 Zentimeter lang und 0,8 bis 1,2 Zentimeter breit, bei einer Dicke von 2 bis 4 Millimeter. Sie sind leuchtend grün gefärbt und besitzen einen durchscheinenden Rand. An der papilösen Blattspitze wird eine haarartige, 5 bis 12 Millimeter lange und später braun werdende Spitze ausgebildet. 

### Blütenstände und Blüten

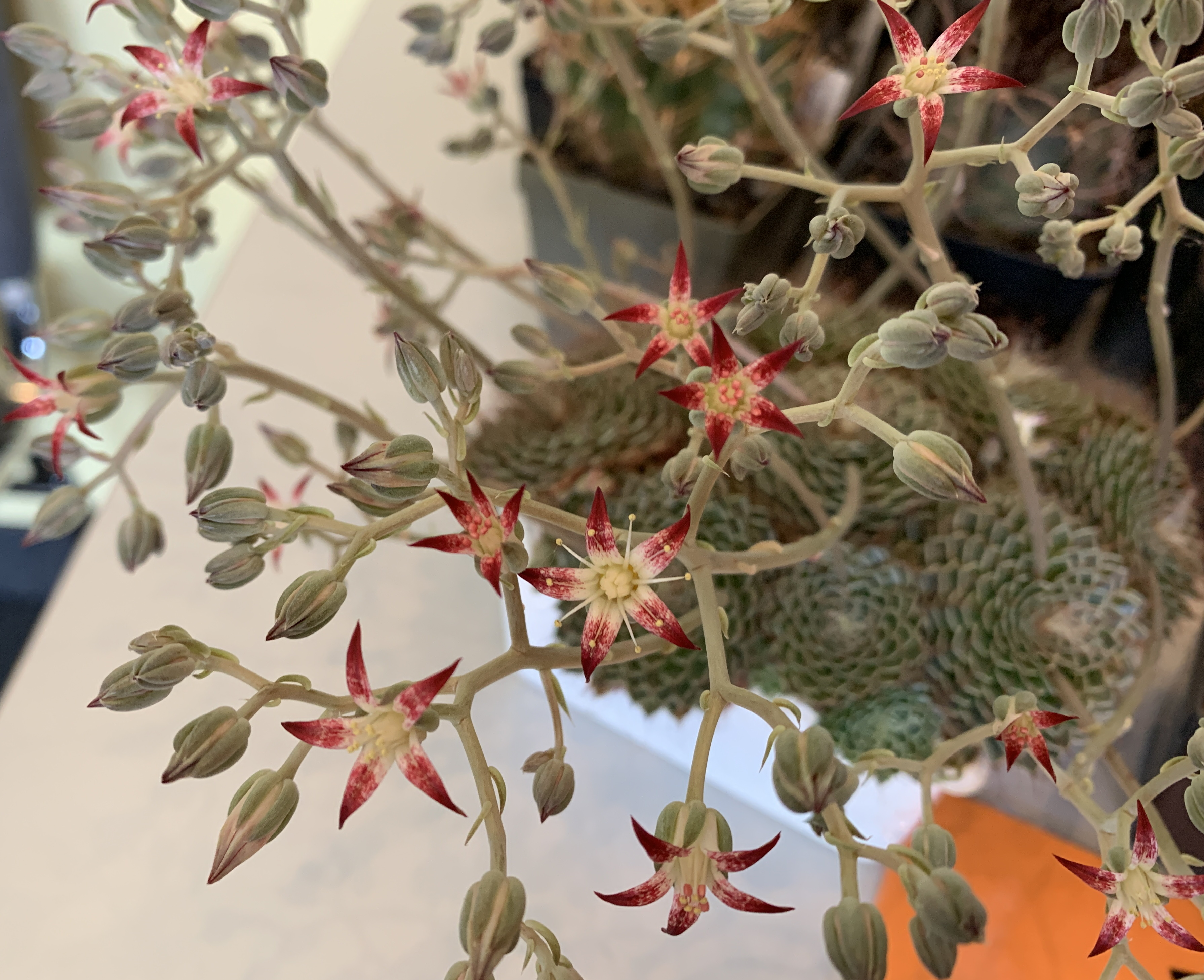
Blütenstand und Einzelblüten

Der Blütenstand wird aus bis zu 6 Thyrsen gebildet, mit 2 bis 4 wickeligen und nach innen gewendeten Zweigen mit bis zu 5 Blüten. Die fünf bis sechszähligen, manchmal auch siebenzähligen Blüten sind 10 bis 15 Millimeter lang gestielt. Die an der Basis etwas verwachsenen und verkehrt eiförmigen Kelchblätter besitzen ein aufgesetztes Spitzchen und sind fein papilös. Sie werden 4 bis 5 Millimeter groß und sind rötlich grün gefärbt. Die Blütenkrone hat einen Durchmesser von etwa 2 Zentimeter. Die lanzettlichen Kronblätter werden 10 bis 12 Millimeter lang und sind weiß gefärbt. Auf den zugespitzten Zipfeln der 4 bis 5 Millimeter großen Röhre sind zur Spitze hin deutliche, dunkel braunrote Flecken vorhanden. Die Staubfäden werden etwa 6,5 Millimeter lang, wobei die episepalen etwas länger sind. Die epipetalen Staubfäden sind etwa 4 Millimeter lang mit der Kronröhre verwachsen. Die gelben Nektarschüppchen sind nierenförmig. Der schlagartig verschmälerte Griffel ist weiß gefärbt.
Die Chromosomenzahl beträgt n = 31, 32.

## Verbreitung und Systematik
Graptopetalum filiferum ist im mexikanischen Bundesstaat Chihuahua auf Felsen in Höhenlagen von um 2150 Meter verbreitet.
Die Erstbeschreibung von Graptopetalum filiferum erfolgte 1885 als Sedum filiferum durch Sereno Watson. Jack Whitehead stellte die Art 1943 in die Gattung Graptopetalum.

## Nachweise